# МТЗ-50 (трактор)

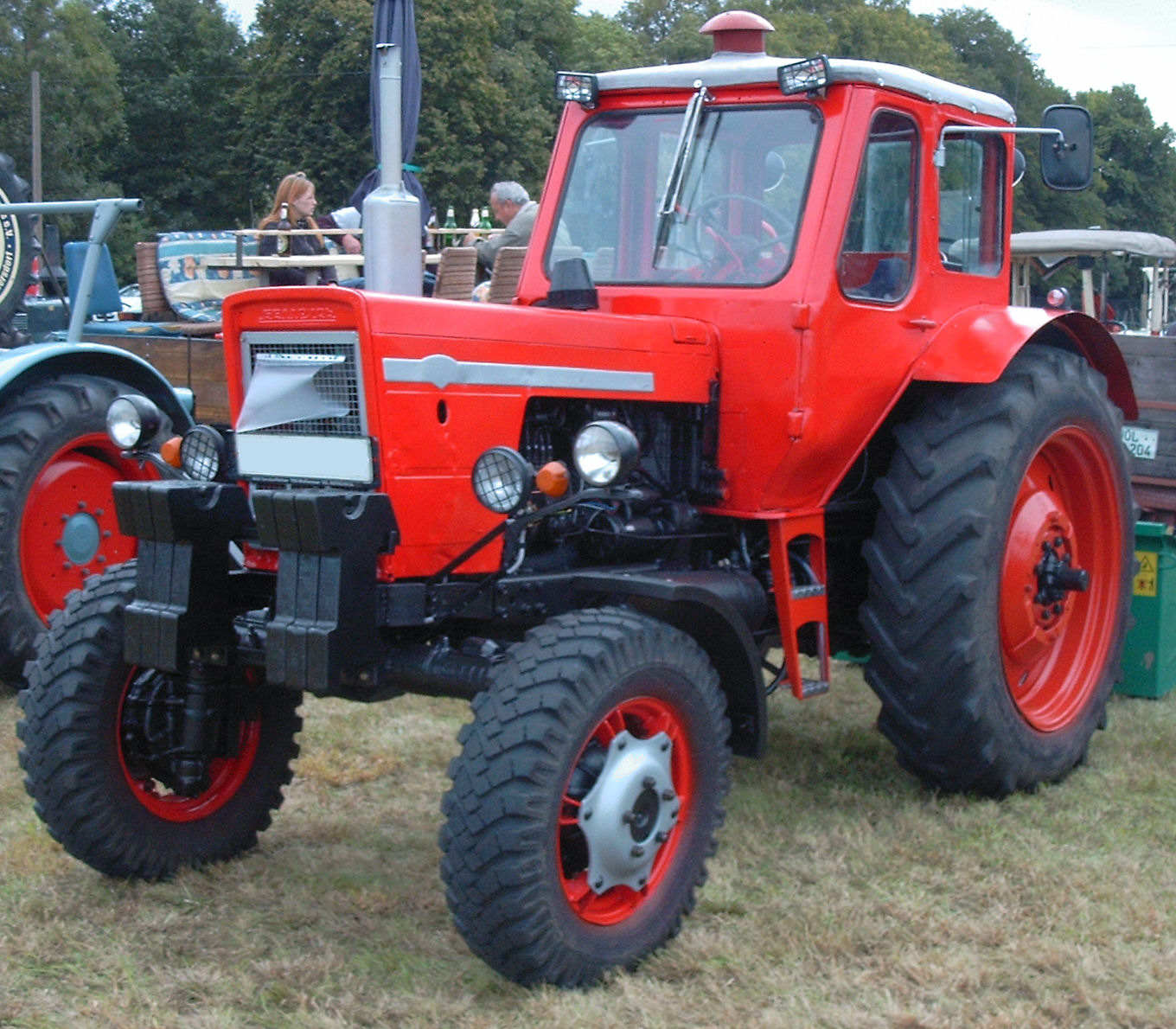
МТЗ-52 «Білорусь»

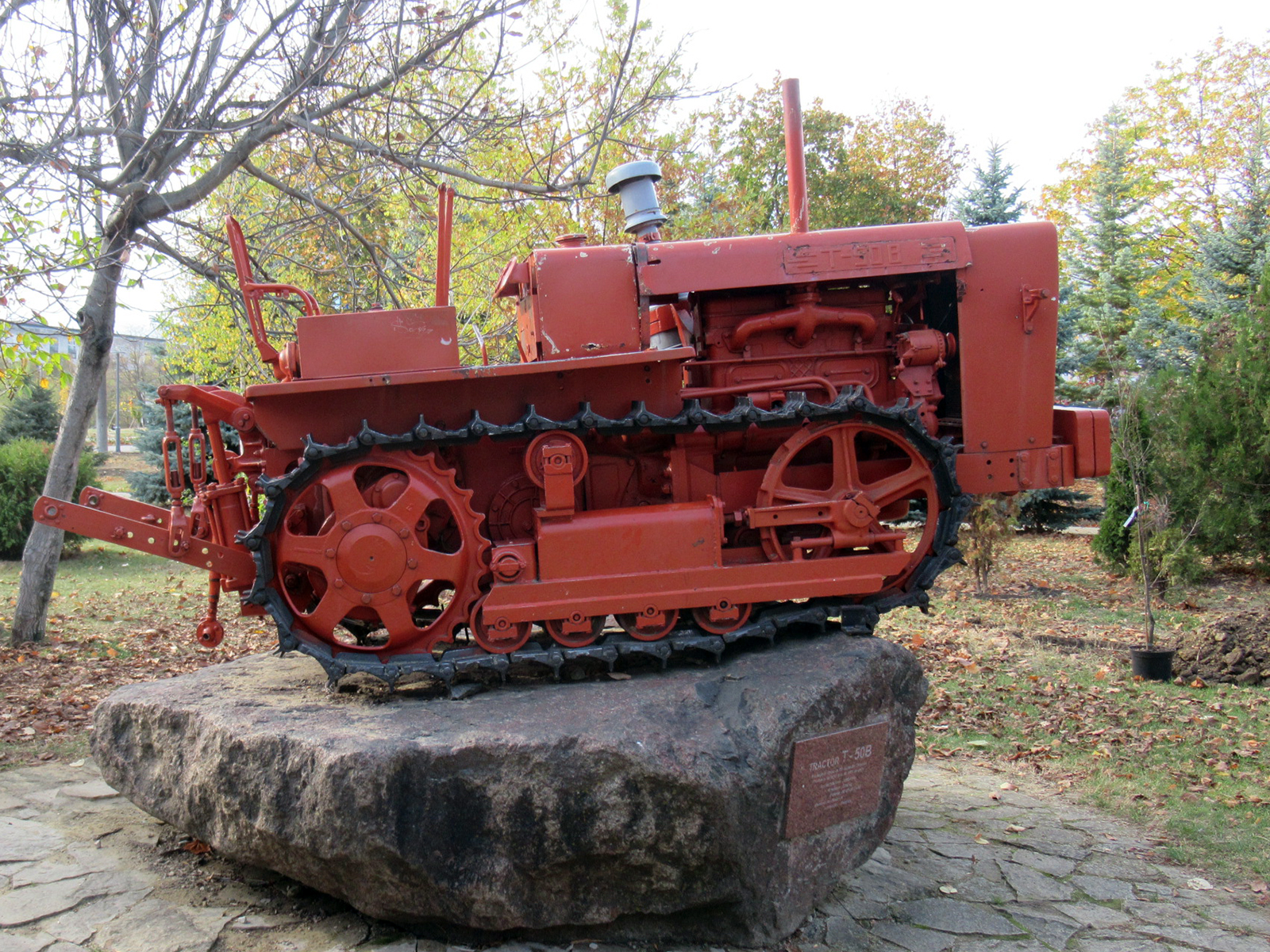
Т-50В – перший молдовський трактор, виготовлений у 1964, в парку Технічного університету Молдови

МТЗ-50 «Білорусь» і МТЗ-52 «Білорусь» — марка колісних тракторів загального призначення, що випускається Мінським тракторним заводом з 1962 по 1985 рік. З 1985 року випускався обмежено тільки на експорт. У Росії не поставляється. У 90-х роках виробництво було відновлено під маркою Беларус-500. Трактори МТЗ-50 і МТЗ-52 є глибокою попередніх тракторів МТЗ-5 і МТЗ-7 відповідно. Трактор виконаний по традиційному для свого сімейства компонуванні: напіврамна конструкція з несучими картерами вузлів трансмісії, переднє розташування двигуна, задні тягові колеса збільшеного діаметра, передні напрямні колеса зменшеного діаметра. Трактор МТЗ-50 має привід тільки на задні колеса, а трактор МТЗ-52 — повний привід.
Всього було виготовлено 1 256 800 тракторів МТЗ-50 «Білорусь» і МТЗ-52 «Білорусь» всіх модифікацій.
За роки випуску трактори неодноразово модернізувалися. Випускалися також спеціальні модифікації:
- МТЗ-60 і МТЗ-62 — модифікації з двигуном СМД-12, потужністю 65 к. с. — випускалася в основному для експорту.
- МТЗ-50Х — висококліренсна бавовницька модифікація з одним переднім колесом або з двома зближеними колесами (випускалася спільно з Ташкентським тракторним заводом).
- МТЗ-50К (Т-50К) — крутосхила колісна модифікація, випускалася в Тбілісі.

- Т-50В і Т-54В — гусенична модифікація для роботи в виноградниках.
- МТЗ-50Р — напівгусенична модифікація для роботи на рисових чеках.
- МТЗ-52Н — низькокліренсна модифікація (задні колеса зменшеного розміру, балковий передній міст замість портального).
- МТЗ-50Л — відрізнявся від МТЗ-50 пусковим пристроєм двигуна.

Також за роки випуску істотно змінювався зовнішній вигляд і конструкція кабіни, хоча індексація залишалася без змін:
- На початку 60-х років з напівкруглою ґратами радіатора і безкаркасних кабіною з брезентовим дахом
- З кінця 60-х років з прямокутними ґратами радіатора
- У 70-х роках — із зміненим зовнішнім виглядом капота
- Наприкінці 70-х років — з каркасною кабіною збільшеного розміру і склопластикової дахом

## Конструкція

### Двигун
На тракторах МТЗ-50 і МТЗ-52 встановлювалися чотирициліндрові чотиритактні дизельні двигуни сімейства 4Ч11/12, 5 (моделі Д-50, Д-50Л) з напіврозрізною камерою згоряння, виконаною в головці блоку циліндрів. Робочий об'єм двигуна — 4,75 л. Номінальна потужність 41 кВт (55 к. с.).

## У масовій культурі
Відомий вислів президента Білорусі Лукашенка, що трактор може розвивати швидкість 280 км/год, є монтажем з двох контекстів одного інтерв'ю.